# Katharina Correggio-Neidlinger
Katharina Corregio-Neidlinger (* 9. März 1878 in Frankfurt am Main; † 31. Mai 1956 ebenda) war eine deutsche Kunstmalerin.

## Leben

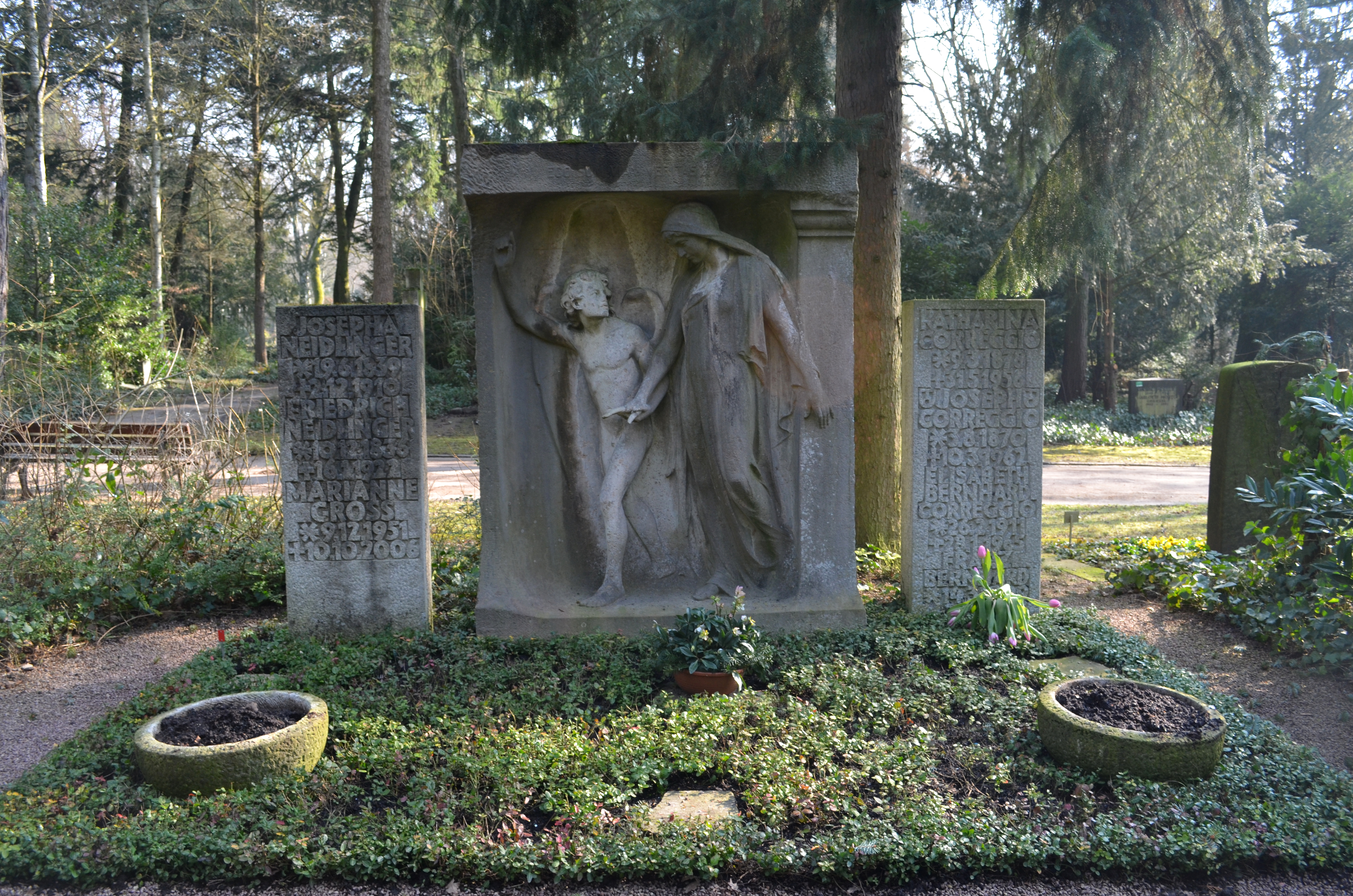
Frankfurt, Hauptfriedhof, Grab I 650–650a Neidlinger

Correggio-Neidlinger war die jüngere von zwei Töchtern des Frankfurter Privatiers Fredrick (Friedrich) Neidlinger (1763–1820) und seiner Frau Maria Josepha geb. Maschmann (1839–1910). Sie war eine der Nichten von Georg Neidlinger und heiratete 1906 Joseph Kaspar Correggio, ebenfalls Frankfurter Kunstmaler. Von 1895 bis 1889 war sie Schülerin der Zeichenakademie Hanau und von 1900 bis 1902 Schülerin von Max Rossmann, 1903 dann studierte sie an der Malschule Azbe in München.
Correggio-Neidlinger war Mitglied der Allgemeinen Deutschen Kunstgenossenschaft und im Reichsverband Bildender Künstler Deutschlands.
Sie ist auf dem Frankfurter Hauptfriedhof im Familiengrab, zusammen mit ihrem Ehemann und ihren Eltern, beigesetzt. Das Grabmal gehört zu den Kulturdenkmälern auf dem Hauptfriedhof Frankfurt.